# Ośrodek Badań Jądrowych w Jongbjon

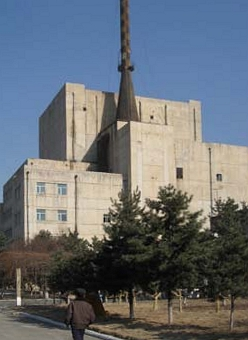
Budynek reaktora

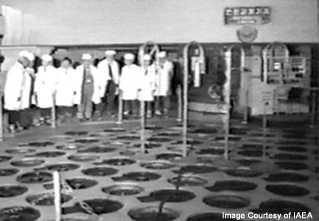
Góra rdzenia reaktora w Jongbjon

Ośrodek Badań Jądrowych w Jongbjon (kor. 녕변핵시설) – główny tego typu ośrodek badawczy w Korei Północnej; znajduje się w nim pierwszy w kraju eksperymentalny reaktor jądrowy. Ośrodek znajduje się 100 km od stolicy kraju Pjongjangu.
Na strukturę składa się reaktor jądrowy typu Magnox, oraz:
- zakład produkujący paliwo
- eksperymentalny reaktor 5 MW, wytwarzający energię cieplną i elektryczną
- tymczasowy skład zużytego paliwa
- zakład wytwarzający pluton

W lutym 2007 roku doszło do porozumienia na linii Pjongjang-ONZ. Ustalono wówczas, że za wpuszczenie do ośrodka Jongbjon inspektorów MAEA, Korea Północna miała otrzymać pomoc gospodarczą. W lipcu 2007 reżim Kim Dzong Ila wyłączył reaktor i od tego momentu rozpoczęła się denukleryzacja KRLD w zamian za pomoc gospodarczą od Korei Południowej.
5 listopada 2007 amerykańscy wysłannicy rozpoczęli pracę nad wygaszaniem reaktora.
27 czerwca 2008 20-metrowa chłodnia kominowa reaktora została wysadzona w powietrze w obecności licznej grupy dziennikarzy i dyplomatów. Zniszczenie charakterystycznej budowli było symbolem zakończenia rozmów nad przerwaniem koreańskiego programu zbrojeń nuklearnych.